# Néstor Colmenares
Néstor Enrique Colmenares Uzcategui (Caracas, 5 settembre 1987) è un cestista venezuelano.

## Carriera
Con il Venezuela ha disputato i Giochi olimpici di Rio de Janeiro 2016, i Campionati mondiali del 2019 e quattro edizioni dei Campionati americani (2011, 2013, 2015, 2017).